# カン・ソフィ
カン・ソフィ（ハングル表記:강소휘、ラテン翻記:Kang So-hwi、1997年7月18日 - ）は、大韓民国の女子プロバレーボール選手。2016年から大韓民国代表。

## 来歴
ソウル特別市出身で、小学3年次よりバレーボールを始めた。キム・ヨンギョンを見出したウォンゴク中学校（韓国語版）監督の目に留まり、同中学に進学した。
ユースやジュニア代表として国際経験を重ね、「スーパールーキー」と目されるようになる。
2015年9月9日に行われたドラフト会議で1巡目トップでVリーグのGSカルテックス・ソウルKIXXに指名され、プロ選手となった。新人として迎えた2015/16シーズンでは、新人選手賞に輝いた。
2016年5月に東京で開催されるリオデジャネイロオリンピックバレーボール競技 女子世界最終予選兼アジア予選の代表メンバーに登録され、シニア代表となった。
2024年、韓国道路公社ハイパスにFA移籍。

## プレイスタイル
強いサーブと相手のブロックを弾き飛ばすパワーが特徴的なアウトサイドヒッター。
ジャンプスピードとスイングがとても早く、ブロッカーが対応しづらい。サーブも力強く、またボールが変化するので相手レシーバーがキャッチしづらいためサービスエースも多い。2019-20シーズンではサーブ部門ランキングで2位を獲得したり、2020年1月の東京オリンピック予選のイラン戦ではサービスエースを9つ成功させて、東京オリンピック進出に貢献した。
ただ独特のフォームは身体に負担がかかるというデメリットもあり度重なる怪我に悩まされている。東京オリンピック本戦にも足首の手術の影響で選出されなかった。
ミスを恐れない強心臓と強いリーダーシップの持ち主で、試合中にも味方を鼓舞する姿が度々見られる。
涼しげな外面も相まって、Vリーグを代表する人気選手である。

## 球歴
- シニア代表 - 2016年-
- ジュニア代表
  - 2014年 - アジアジュニア選手権 3位

## 所属チーム
- 安山西初等学校（韓国語版）
- ウォンゴク中学校（韓国語版）
- ウォンゴク高校（韓国語版）
- GSカルテックス・ソウルKIXX（2015-2024年）
- 韓国道路公社ハイパス（2024年-）

## 受賞歴
- 2015/16 Vリーグ 新人選手賞
- 2017 KOVOカップ MVP
- 2019/20 Vリーグレギュラーラウンド 第1ラウンド MVP
- 2019/20 Vリーグ ベスト7
- 2020 KOVOカップ MVP
- 2021 KOVOカップ MIP
- 2021/22 Vリーグ ベスト7
- 2023 KOVOカップ MVP

## 個人成績
韓国Vリーグレギュラーラウンドにおける個人成績は下記の通り。※太字はシーズン自己ベスト
| シーズン | 所属           | 出場 | 出場   | アタック | アタック | アタック | ブロック | ブロック | サーブ | サーブ | サーブ | レセプション | レセプション | 総得点 | 備考 |
| -------- | -------------- | ---- | ------ | -------- | -------- | -------- | -------- | -------- | ------ | ------ | ------ | ------------ | ------------ | ------ | ---- |
| シーズン | 所属           | 試合 | セット | 打数     | 得点     | 決定率   | 決定     | /set     | 打数   | エース | /set   | 受数         | 成功率       | 総得点 | 備考 |
| 2015/16  | GSカルテックス | 27   | 91     | 391      | 129      | 32.99%   | 10       | 0.11%    | 222    | 15     | 0.16%  | 229          | 33.62%       | 154    |      |
| 2016/17  | GSカルテックス | 21   | 71     | 371      | 141      | 38.01%   | 10       | 0.14%    | 163    | 7      | 0.1%   | 275          | 28%          | 158    |      |
| 2017/18  | GSカルテックス | 30   | 117    | 1219     | 459      | 37.65%   | 33       | 0.28%    | 359    | 40     | 0.34%  | 853          | 35.87%       | 532    |      |
| 2018/19  | GSカルテックス | 28   | 95     |          |          | 36.75%   |          | 0.18%    |        |        | 0.22%  |              | 36.26%       | 325    |      |
| 2019/20  | GSカルテックス | 25   | 97     |          |          | 39.34%   |          | 0.36%    |        |        | 0.37%  |              | 30.99%       | 405    |      |
| 2020/21  | GSカルテックス | 27   | 102    |          |          | 38.92%   |          | 0.22%    |        |        | 0.24%  |              | 39.26%       | 357    |      |
| 2021/22  | GSカルテックス | 30   | 102    |          |          | 36.67%   |          | 0.21%    |        |        | 0.27%  |              | 33.07%       | 357    |      |
| 2022/23  | GSカルテックス | 32   | 119    | 1011     | 409      | 40.45%   | 25       | 0.21%    | 442    | 21     | 0.18%  | 779          | 37.48%       | 455    |      |